# アネット・オルゾン
アネット・オルゾン（Anette Olzon、結婚後 Anette Blyckert、1971年6月21日 - ）は、スウェーデン出身の歌手。2007年から2012年10月までフィンランドのシンフォニック・メタル・バンド、ナイトウィッシュのリード・ボーカリストとして活動していた。それ以前はスウェーデンの AOR バンド、アリソン・アヴェニューなどで活動していた。

## 経歴

### 生い立ち
オルゾンは1971年6月21日にスウェーデンのカトリーネホルムに生まれる。幼少期はオーボエを吹き、母の所属するバンドと一緒にツアーしては時折ステージで歌っていた。13歳の時に様々なタレント番組に出場するようになり、一方で音楽を学びつつデンマークのヘルシンゲアにある Music Conservatorie で歌った。
17歳の時に短期間ではあるが Take Cover というバンドに入る。その後21歳でロック・オペラ・グループ Gränsland でリード・シンガーを務める。マイケル・ボーマン（元ジェイデッド・ハート）のアルバム『Conspiracy』でデュエットもしている。

### アリソン・アヴェニュー
オルゾンは1989年に AOR バンド、アリソン・アヴェニューに加入し、男性ボーカリストのあとを継いだ。バンドは1999年に頒布したデモで大きな反響を受け、すぐに複数のレーベルとコンタクトを開始した。主な作曲者でキーボーディストのニクラス・オルソンはバンドを集めて4曲のデモを録音、その結果 AOR Heaven と契約した。
デビュー・アルバム『Presence of Mind』は2000年11月にリリースされてレビューで絶賛された。続くアルバム『Omega』は2003年にリリース。バンドは2006年には活動を休止し、オルゾンは翌2007年にナイトウィッシュに加入することとなった。他のバンド・メンバーは新人の男性ボーカリストとともにサファイアというバンドを立ち上げている。

### ナイトウィッシュ
オルゾンがターヤ・トゥルネンに代わる新しいリード・シンガーとしてナイトウィッシュに加わったのは2007年初頭で、2000人の応募者とその中の最終候補10人から選ばれている。彼女の正体が明らかになったのは2007年5月24日であった。その翌日、インターネット・シングル「Eva」がリリースされた。
ナイトウィッシュはオルゾンが在籍中、2007年に「ダーク・パッション・プレイ」、2011年に「イマジナリアム」の２枚のスタジオアルバムをリリースしている。
2012年10月1日、ナイトウィッシュ脱退が発表された。脱退の理由は、音楽性の齟齬の拡大で、それが回復不可能であると判断されたため。ナイトウィッシュとしての最後のパフォーマンスは9月29日、ソルトレークシティーのコンプレックス公演だった。彼女は後のインタビューで、実際にはバンドから解雇されていたことを明らかにした。彼女が妊娠していることを明かした為であるという。ナイトウィッシュはオルゾンの解雇についてその後陳述したが、妊娠が理由であることを否定しており、メンバー全員が彼女を祝福したと語っている。「アネットと別れたのは、妊娠や病気のためではありません。私たちは彼女の性格がこの仕事のコミュニティに合っていない、むしろ悪影響だということを発見しました」。

### ソロ活動、その他のプロジェクト
オルゾンはナイトウィッシュ脱退後、ソロ活動を始動させた。2013年にはデビューアルバム「Shine」をリリース。2016年にはEP「Vintersjäl / Cold Outside」をデジタルダウンロードのみでリリースした。2021年にはソロデビュー作『Shine』から約7年ぶりとなるアルバム『STRONG』をリリースした。
一方で、ソナタ・アークティカに在籍していたフィンランド人ギタリスト、ヤニ・リーマタイネンの呼びかけに応じ、共にプロジェクト、ザ・ダーク・エレメントを結成した。ザ・ダーク・エレメントは2017年にセルフタイトルアルバムを発表。2018年には来日公演も行った。2019年には二作目となる「ソングス・ザ・ナイト・シングス」をリリース。
ザ・ダーク・エレメントとしての活動と並行して、2020年オルゾンはシンフォニーXのアメリカ人ボーカリスト、ラッセル・アレンとのプロジェクト、アレン・オルゾンを結成。全曲をマグナス・カールソンが書き下ろしたデビュー作「ワールズ・アパート」をリリースした。

## ディスコグラフィ

### ソロ
- Shine  (2014)
- Vintersjäl / Cold Outside   （EP）(2016)
- Strong (2021)

### アリソン・アヴェニュー
- Presence of Mind (2000)
- Omega (2003)

### ナイトウィッシュ
- ダーク・パッション・プレイ Dark Passion Play (2007)
- イマジナリウム Imaginaerum (2011)

### ザ・ダーク・エレメント
- ザ・ダーク・エレメント The Dark Element (2017)
- ソングス・ザ・ナイト・シングス Songs The Night Sings (2019)

### アレン・オルゾン
- ワールズ・アパート WORLDS APART (2020)

### 客演
- マイケル・ボーマン『Conspiracy』(2006)
- クラウドスケープ『Crimson Skies』(2006)
- ブラザー・ファイアートライヴ『Heart Full of Fire』(2008)
- ペイン『Follow Me, Feed Us』(2008)